# Rupert (série)
Rupert é uma série de desenho animado infantil, produzida entre 1991 e 1997, por produtoras do Canadá, França e do Reino Unido. O desenho narra as aventuras do Urso Rupert, personagem criado nos quadrinhos, por Mary Tourtel, na década de 1920. No Brasil, foi exibido pela TV Cultura entre 1998 a 2006, apesar de seu sucesso, não teve outras reprises.

## Sinopse
Rupert é um urso branco muito inteligente e espirituoso, e que tem muitos amigos de todos os cantos do mundo. Apesar de morar num pequeno vilarejo de origem medieval, chamado Nozópolis, Rupert gosta de viajar por todo o mundo, descobrindo novas culturas, vivendo grandes aventuras, desvendando mistérios e desmascarando vilões. A cultura nórdica dos países europeus, exerce influência no visual do desenho, com muitos castelos, cidadelas e vestimentas, além de personagens, como duendes e o monstro do lago Ness, que remetem à cultura européia. As paisagens dos livros de Rupert, que inspiraram a série, se basearam na região de Snowdonia e Vale of Clwyd na parte norte do País de Gales.

## Personagens
- Rupert Urso - O personagem principal da série é um curioso e valente ursinho branco que gosta de viver aventuras e de ajudar seus diversos amigos. É muito conhecido pelos habitantes de Nutwood (Nozópolis na dublagem brasileira), o vilarejo onde mora. Em certas ocasiões, ele quebra a quarta barreira e compartilha suas observações e comentários com o espectador.
- Bill, o Texugo - É um texugo que usa um paletó azul sobre uma camisa amarela, uma gravata borboleta vermelha, calças de um tom azul-acinzentado e sapatos brancos. É o melhor amigo de Rupert, ao contrário deste, mostra muitas vezes um comportamento medroso, impaciente e desastrado. Além disso, tem uma péssima voz para cantar. Tem um irmão mais novo chamado Tobey.
- Sr. Urso - O pai de Rupert, é bem mais desajeitado e esquecido do que o filho. Ele fuma um cachimbo, e como revelado em alguns episódios, faz parte do corpo de bombeiros de Nozópolis.
- Sra. Urso - A mãe de Rupert, assim como o filho é muito sábia e vive dando conselhos, que Rupert mais tarde usa em suas aventuras.
- Barrica  (Podgy no original) - Um alegre, porém muito guloso porquinho. Está sempre comendo, e sua gulodice muitas vezes mete os amigos em confusões. As vezes se mostra um pouco inconveniente.
- Pong Ping - Um cão pequinês que veio da China, tem um grande conhecimento sobre sua cultura natal. É dono de um elevador mágico capaz de transportá-lo para qualquer lugar da China. No episódio "Rupert e o Pong Ping", é revelado que Pong Ping conhecia o Imperador da China desde que era um bebê.
- Professor - Um curioso e excêntrico cientista que vive numa velha torre em Nozópolis. Vive inventando os mais incríveis experimentos, que nem sempre dão como ele espera. Seu bordão é "Pense nas possibilidades!".
- Tigresa - A amiga chinesa de Rupert, é muito esperta e geniosa. Ela e sua família têm um grande conhecimento sobre magia e objetos místicos.
- Valdo (Algy no original) - Outro amigo de Rupert. Um cachorro, parecido com um buldogue, Valdo é um personagem inocente, brincalhão e vive se metendo em encrencas por se vangloriar excessivamente. Valdo aparece ou é mencionado em muitos episódios da série.
- Eduardo, o Elefante - Outro amigo de Rupert. Um elefante muito gentil, sensível e forte. Frequentemente, Eduardo é visto ajudando seu pai encanador.
- Gregório - A cobaia que é muito gentil e amigo do Rupert. Às vezes ele pode ficar nervoso e com medo, mas ele enfrenta os desafios quando seus amigos precisam de ajuda.
- Ottoline Otter - a amiga de Rupert que é uma lontra de ascendência escocesa que ama Shakespeare e vive num antigo castelo que pertenceu aos seus antepassados. O castelo tem muitas entradas secretas escondidas por todo o lado. Ottoline tem um vasto conhecimento de cada local e prefere usá-los em vez das escadas.
- Freddy e Ferdie Raposa - Duas raposas gêmeas travessas que espalham travessuras pela vila de Nozópolis.
- Guarda Rosnador - Um cão e policial local que anda de bicicleta. Ele constantemente está ligado a Rupert e seus amigos, sempre que precisa de ajuda para pegar um criminoso.
- Pai do Tempo - Um velho homem que mora na "casa dos relógios" e controla o tempo no planeta.
- Billy Nevasca - Um ambicioso vilão, que com a ajuda de um apito mágico, planeja congelar os moradores do Polo Norte e se tornar o líder do local.
- Velha Cabra Sábia - Um velho cientista, amigo de Rupert, que mora em um castelo e conhece muito sobre história e biologia. Desenvolveu uma "máquina do tempo" que usa constantemente para viajar e conhecer mais sobre outras épocas do passado. Usando sua máquina, Rupert já foi parar em épocas longínquas como, Idade Média e época Mesozóica.

## Produção e Transmissão
A série foi produzida por Nelvana, Ellipse Programme, TVS e Scottish Television.
Foi transmitida pela YTV no Canadá. Nos Estados Unidos, o show foi ao ar pela Nickelodeon antes de se mudar para a CBS durante as manhãs de sábado. As repetições da série chegaram ao Disney Channel no Playhouse Disney, Toon Disney, e no serviço digital da Qubo em janeiro de 2007. O programa foi transmitido no Reino Unido pelo canal CITV e posteriormente foi re-exibido nos canais por assinatura, Tiny Pop e KidsCo. Na Austrália, o programa foi transmitido pela rede pública ABC e pela TV2 na Nova Zelândia como parte do Jason Gunn Show. Também foi mostrado na RTÉ na Irlanda, como parte do bloco infantil The Den. Na América do Sul, a série foi exibida no Brasil, pelo canal TV Cultura estreando em 2 de fevereiro de 1998 e permanecendo na grade até meados de 2006, com picos de audiência, segundo o portal Folha de S.Paulo, entre 2002 e 2004. Na África do Sul, a série foi transmitida pela NBC, Bop TV e M-Net como parte da programação infantil. Também foi ao ar nos Emirados Árabes Unidos como show, sendo transmitido em inglês no canal público Dubai 33. Em Portugal, a série foi transmitida durante a década de 1990 pelos canais RTP e RTP2.

## Episódios e Temporadas
Ver a Lista de episódios e temporadas de Rupert.

## Tema de abertura
A música tema (a abertura) tocada no começo do show (e, com pequenas modificações, durante os créditos finais) foi composta por Milan Kymlicka. As notas de abertura da melodia (particularmente as primeiras quatro notas) parecem ser baseadas no clássico de Robert Schumann, The Happy Farmer Returning from Work, op. 68, n ° 10, mas a peça evolui para um trabalho altamente original, maravilhosamente melódico e bem orquestrado.
Quando essa série foi ao ar na Nickelodeon nos EUA, um tema diferente foi escrito para ela e usado. Esta música foi executada em um estilo vigoroso, alegre, ragtime, com letras e vocais na introdução, e um instrumental desta mesma música no encerramento. Esta composição de Rupert, foi co-escrita por Sheree Jeacocke e Gerry Mosby, e possivelmente também foi cantada por Jeacocke. A versão do canal americano, nunca foi transmitida em outros países, possuindo direitos de sua produtora Nickelodeon.
As cenas da introdução usadas nesta versão também eram diferentes das originais. Aqui, cenas usadas para isso foram tiradas de vários episódios e os créditos finais foram diferentes (além da cena de uma silhueta de um dos amigos de Rupert soltando a pipa enquanto ela é levantada pelo vento e Rupert a puxa enquanto corre), na versão da Nickelodeon, depois de obter um close-up da pipa, a cena muda para várias imagens de Rupert com outros personagens diferentes, como cenas congeladas de Rupert de joelhos, rastejando na grama enquanto Tigresa tenta derrubar a pipa de uma árvore; Rupert se inclinando para levantar Bill para pegar a pipa; ou Rupert tentando pegar a pipa enquanto Barrica come as maçãs nas árvores. A Playhouse Disney também transmitiu a série no início dos anos 2000 nos Estados Unidos, mas usou a introdução original.

## Versão longa-metragem
Segundo o portal BBC News, no ano 2000 a produtora Nelvana, fez planos para produção de um longa-metragem sobre Rupert, nos estúdios de Hollywood, mas o projeto não foi concretizado. O longa seria lançado possivelmente entre 2001 e 2002.